# عسل‌کش
مرغ عسل‌کِش (نام علمی: Cyanerpes) نام یک سرده از تیره فرخندگان است.

## گونه‌ها
- عسل‌کش نوک‌کوتاه، Cyanerpes nitidus
- عسل‌کش درخشان، Cyanerpes lucidus
- عسل‌کش زرشکی، Cyanerpes caeruleus
- عسل‌کش پاسرخ، Cyanerpes cyaneus